# フラーテス4世
フラーテス4世（Phraates IV、ペルシア語：فرهاد چهارم、? - 紀元前2年）は、アルサケス朝パルティア王国の王（在位：紀元前40年/38年頃 - 紀元前2年）。領内各地での反乱に苦しみ、またローマから送られた女奴隷ムサ（ムーサ）を妻としたが、彼女によって暗殺された。

## 生涯

### 即位
前王オロデス2世の息子として生まれた。オロデス2世には30人もの男子がおり、後継者として筆頭格にあったのは兄のパコルス1世であった。しかしパコルス1世はローマ領への遠征の途中、紀元前38年のギンダロスの戦いの敗戦で戦死してしまった。そこでフラーテス4世は父王オロデス2世を暗殺して王位に就こうと、初めトリカブトを飲ませたが失敗し、続いて首を絞めて父王を殺害した。こうしてフラーテス4世はパルティア王に即位した。

### アントニウスの侵攻
フラーテス4世は即位するとすぐに兄弟の大半を殺害して政権の安定を図り、ローマ軍の侵入を撃退した。しかし反フラーテス4世派であったモナエセスらはローマに支援をもとめ、マルクス・アントニウスはこれに応じて10万人の兵力を持ってパルティアに侵入、パルティアの従属王国の1つアトロパテネ王国の首都ガンザカを包囲したが、フラーテス4世はローマ軍の補給部隊を襲撃してこれを撤退に追い込んだ。アントニウスは撤退を完了するまでに兵力の3分の1を喪失した。

### ティリダテス2世の反乱
ローマとの戦いが一段落すると、紀元前31年頃にティリダテス2世が王を名乗って反乱を起こした。フラーテス4世はこれを鎮圧に向かったが敗北してスキタイの下へと逃走した。そして翌年、スキタイの支援を取り付けて再度ティリダテス2世を攻撃し、今度はこれに勝利することができた。ティリダテス2世はローマへと逃れ、ローマの支援を受けて紀元前26年初頭にパルティアへ帰還し、バビロニアを支配下に納める事に成功したが、フラーテス4世は同年半ばには再び反撃に出てティリダテス2世を駆逐した。ティリダテス2世は尚も再起を目指して軍を集め、紀元前25年に再びバビロニアへ侵攻してセレウキアを占領したが、同年中に敗れてその権力は完全に失われた。

### イタリア人女奴隷
ティリダテスの反乱の後、更にミトラダテスの反乱が発生し、フラーテス4世はその対応に追われた。紀元前20年5月12日、こうした国内の混乱の中で、ローマの圧力をかわすべくローマで権力を握ったアウグストゥスとの講和が志向された。この結果、妻の1人ビステイバナプスとその間に生まれた4人の王子をローマへ人質として出し、さらにイタリア出身の女奴隷ムサ（ムーサ）を妻とすることになった。ムサとの間には息子フラーテス5世（フラータケス）が生まれたが、ムサは自分の息子を王位につけて実権を握ろうとし、フラーテス4世はムサに毒殺され、フラーテス5世がパルティア王となった。

## 参考資料
- ニールソン・C・デベボイス『パルティアの歴史』（小玉新次郎・伊吹寛子 訳、山川出版社、1993年）、ISBN 4634658607
- ポンペイウス・トログス / ユスティヌス抄録『地中海世界史』（合阪學 訳、京都大学学術出版会<西洋古典叢書>、1998年）、ISBN 4876981078
- 『タキトゥス 世界古典文学全集22』（国原吉之助 訳、筑摩書房、1965年）、ISBN 4480203222